# 村井駅
村井駅（むらいえき）は、長野県松本市村井町南にある、東日本旅客鉄道（JR東日本）・日本貨物鉄道（JR貨物）篠ノ井線の駅である。

## 歴史
最盛期には石炭や絹糸などの貨物が積みおろしされていた。

### 年表
- 1902年（明治35年）12月15日：国鉄中央線塩尻 - 松本間の開通時に開業[1]。一般駅[2]。
- 1922年（大正11年）：駅舎を改築[5]。
- 1982年（昭和57年）10月31日：専用線発着を除く車扱貨物の取り扱いを廃止[6]。
- 1985年（昭和60年）3月14日：荷物の扱いを廃止[2]。
- 1987年（昭和62年）4月1日：国鉄分割民営化により、JR東日本・JR貨物の駅となる[2]。
- 2005年（平成17年）12月17日：自動改札機の稼動を開始。
- 2014年（平成26年）4月1日：東京近郊区間に編入される[7]。
- 2017年（平成29年）4月1日：ICカード「Suica」の利用が可能となる[8]。
- 2022年（令和4年）3月1日：新駅舎の建設を開始[9][10]。
- 2024年（令和6年）
  - 10月8日：上り線のりばを新設したホームに切り替え、従来のホームは下り線専用となる。
  - 10月26日：新駅舎および東西自由通路が完成[11]。
- 2025年（令和7年）2月：駅番号にSN 03を設定[12]。

## 駅構造
単式ホーム2面2線を持つ地上駅で、橋上駅舎を有する。
松本駅管理の業務委託駅で、ステーションビルMIDORIが駅業務を受託している。みどりの窓口とSuica対応自動改札機が設置されている。1番線の上が吹き抜けになっている。このほか、2024年（令和6年）10月26日より、2階に待合室と学習スペースを備えており、図書館が併設され、1階に立ち食いそば店イイダヤ軒が営業している。

### のりば
| 番線 | 路線              | 方向 | 行先                       |
| ---- | ----------------- | ---- | -------------------------- |
| 1    | 篠ノ井線 中央本線 | 上り | 塩尻・上諏訪・木曽福島方面 |
| 2    | 篠ノ井線          | 下り | 松本・長野・信濃大町方面   |

### 旧構造
島式ホーム1面2線を有する地上駅で、西側に複数の側線も有していた。ホームと駅舎は跨線橋で連絡していた。
旧駅舎は1922年（大正11年）に建設され、木造のものであった。しかし、新駅舎の建設に伴い解体され仮設駅舎での営業になった。2024年（令和6年）10月26日より、新駅舎（橋上駅舎）の利用が開始された。また、東側に上り専用の単式ホームが新設され、同年10月8日の始発列車以降から使用を開始した。同日に従来の島式ホームは上り線側の乗降扱いを取りやめ下り専用とし、上り線側には柵が設置された。
かつては、まれにホッパ車が側線に留置され、バラストが保管されていたことがあった。

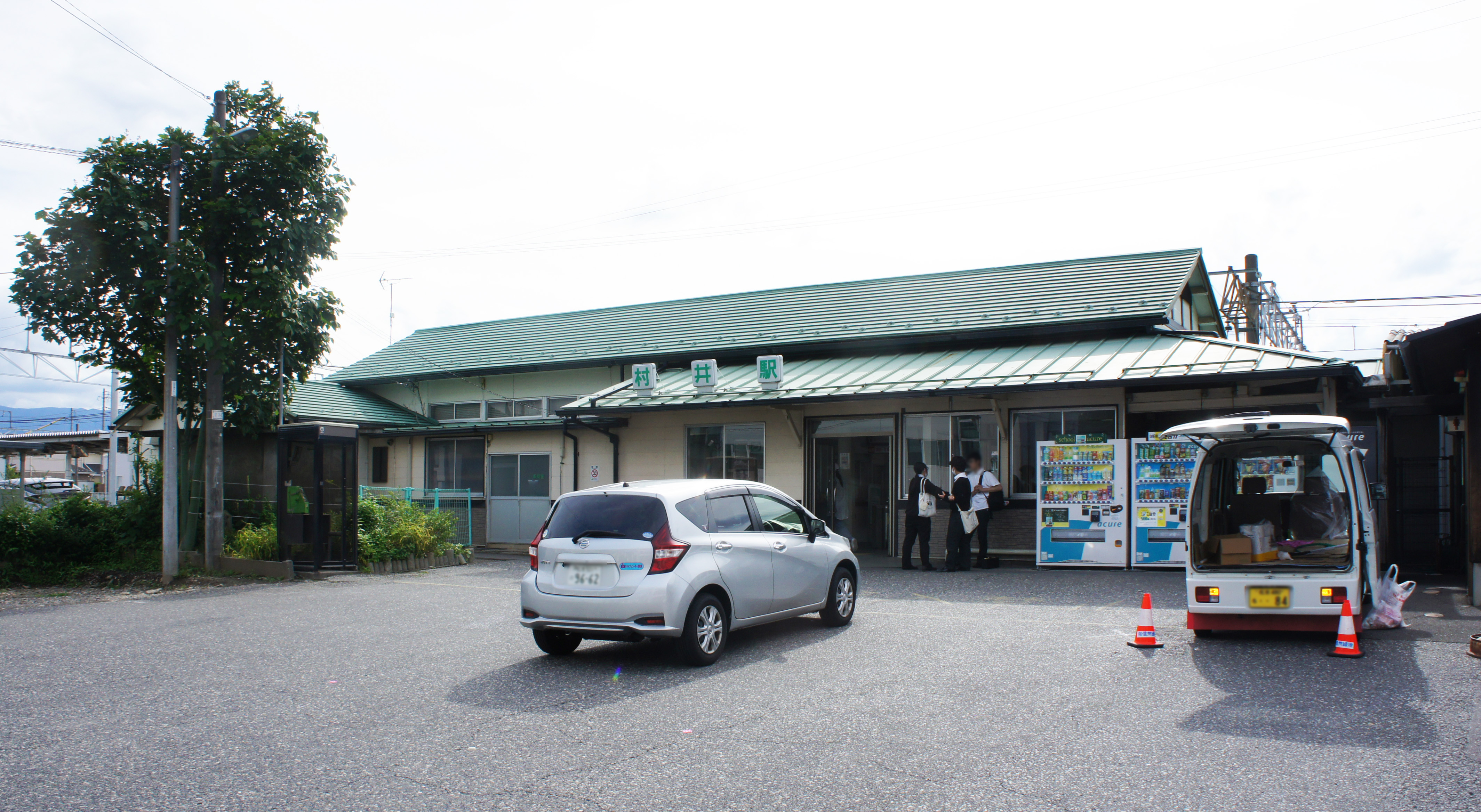
旧駅舎（2021年7月）
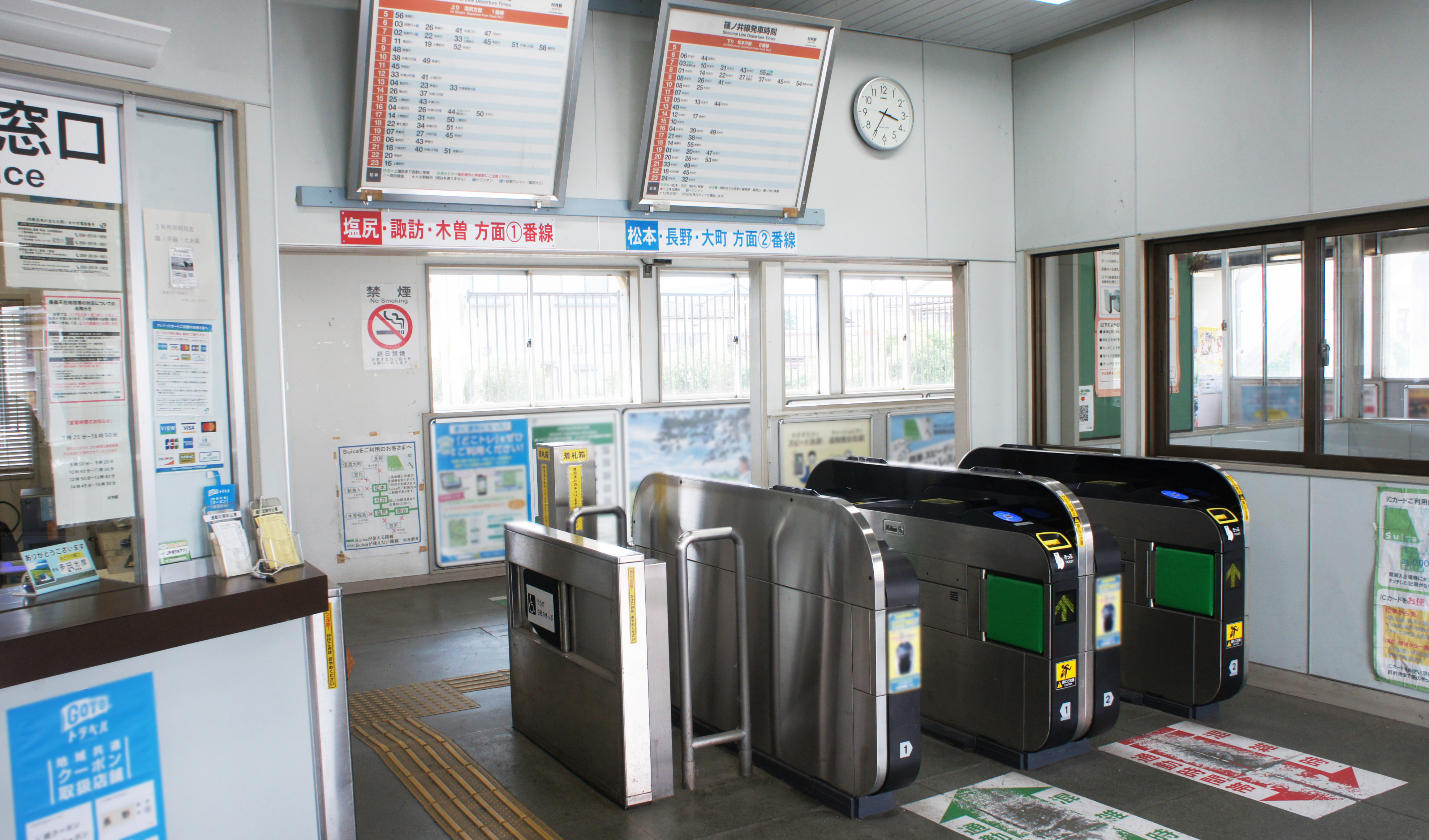
改札口（2021年7月）
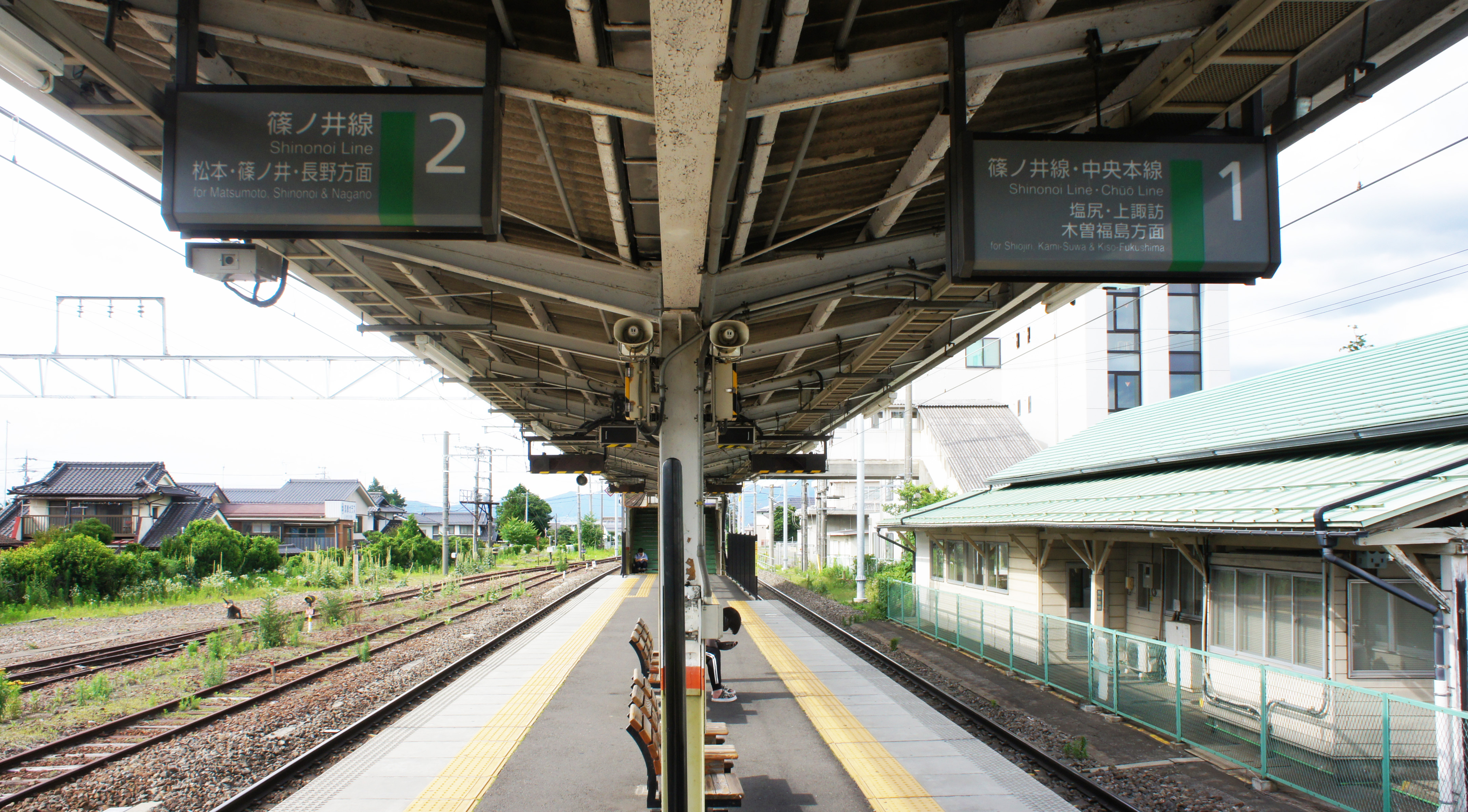
ホーム（2021年7月）

### 貨物取扱・専用線

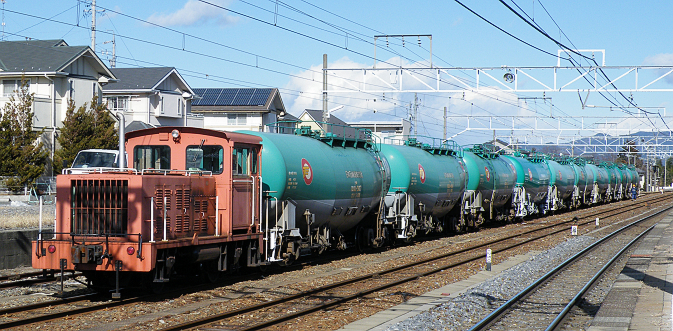
荷役を終え着発線へ移動したタキ車（2009年1月）

JR貨物の駅は、通年休止駅（車扱貨物の臨時取り扱い駅）となっており、2014年（平成26年）3月時点で定期貨物列車の発着はなくなっている。
かつては、駅の東側にJX日鉱日石エネルギー松本油槽所があり、その荷役設備へ至る専用線（荷役線）が2本分岐していた。この専用線は油槽所への石油輸送に使用されているため、当駅には南松本駅からの1日2往復の専用貨物列車が停車し、貨車の連結・解放を行っていた。ただし、タンク車の発駅は根岸駅で、南松本駅で別の列車から継走されていた。
2011年（平成23年）3月に貨物取り扱いが終了。油槽所は解体され、跡地は松本国際高等学校となっている。
また、共同石油や大協石油松本油槽所の荷役設備へ至る専用線も分岐していた。また、民営化前は駅舎の南側に貨物ホームが設置されていた。
貨車の入換作業はJR貨物の関連会社のジェイアール貨物・信州ロジスティクスが受託している。構内には同社の松本営業所村井分室があり、コンテナを改造した小さな詰所が置かれていた。小屋状の貨車移動機用機関庫もあったが、2020年（令和2年）ごろに撤去、残った側線も新駅舎建設に伴い、2022年（令和4年）3月までにすべて撤去された。

## 利用状況
JR東日本によると、2023年度（令和5年度）の1日平均乗車人員は2,129人である。
2000年度（平成12年度）以降の推移は以下のとおりである。
| 1日平均乗車人員推移 | 1日平均乗車人員推移 | 1日平均乗車人員推移 | 1日平均乗車人員推移 | 1日平均乗車人員推移 |
| 年度                | 定期外              | 定期                | 合計                | 出典                |
| ------------------- | ------------------- | ------------------- | ------------------- | ------------------- |
| 2000年（平成12年）  |                     |                     | 2,271               | [ 利用客数 2 ]      |
| 2001年（平成13年）  |                     |                     | 2,221               | [ 利用客数 3 ]      |
| 2002年（平成14年）  |                     |                     | 2,222               | [ 利用客数 4 ]      |
| 2003年（平成15年）  |                     |                     | 2,145               | [ 利用客数 5 ]      |
| 2004年（平成16年）  |                     |                     | 2,098               | [ 利用客数 6 ]      |
| 2005年（平成17年）  |                     |                     | 2,047               | [ 利用客数 7 ]      |
| 2006年（平成18年）  |                     |                     | 1,980               | [ 利用客数 8 ]      |
| 2007年（平成19年）  |                     |                     | 1,773               | [ 利用客数 9 ]      |
| 2008年（平成20年）  |                     |                     | 1,744               | [ 利用客数 10 ]     |
| 2009年（平成21年）  |                     |                     | 1,665               | [ 利用客数 11 ]     |
| 2010年（平成22年）  |                     |                     | 1,670               | [ 利用客数 12 ]     |
| 2011年（平成23年）  |                     |                     | 1,709               | [ 利用客数 13 ]     |
| 2012年（平成24年）  | 505                 | 1,203               | 1,708               | [ 利用客数 14 ]     |
| 2013年（平成25年）  | 500                 | 1,246               | 1,746               | [ 利用客数 15 ]     |
| 2014年（平成26年）  | 481                 | 1,219               | 1,701               | [ 利用客数 16 ]     |
| 2015年（平成27年）  | 504                 | 1,271               | 1,776               | [ 利用客数 17 ]     |
| 2016年（平成28年）  | 498                 | 1,277               | 1,776               | [ 利用客数 18 ]     |
| 2017年（平成29年）  | 510                 | 1,273               | 1,783               | [ 利用客数 19 ]     |
| 2018年（平成30年）  | 532                 | 1,482               | 2,014               | [ 利用客数 20 ]     |
| 2019年（令和元年）  | 533                 | 1,485               | 2,019               | [ 利用客数 21 ]     |
| 2020年（令和02年）  | 345                 | 1,395               | 1,741               | [ 利用客数 22 ]     |
| 2021年（令和03年）  | 395                 | 1,450               | 1,846               | [ 利用客数 23 ]     |
| 2022年（令和04年）  | 452                 | 1,530               | 1,983               | [ 利用客数 24 ]     |
| 2023年（令和05年）  | 540                 | 1,588               | 2,129               | [ 利用客数 1 ]      |

## 駅周辺
建物に囲まれており、駅舎は線路を東側と西側に跨る橋上駅舎である。東口に路線バスやタクシーが発着する交通広場がある。かつては駅の東南に大きな2階建ての自転車置場があった。駅前に、若山牧水夫人であった若山喜志子（塩尻市出身）の歌碑（村井駅の一駅一名物）があり、駅前の電話ボックス裏に築庭紀念が埋まっていた。松本空港や牛伏寺の最寄り駅ではあるが、これらの利用者は少ない。松本駅と塩尻駅のほぼ中間地点に位置し、通勤通学客の利用が多い。
また、駅舎前には昭和55年ごろ開業の立ち食い蕎麦屋「イイダヤ軒」は駅舎工事に伴い2021年（令和3年）4月30日（営業終了時間は18時30分）をもって休業し2025年（令和7年）7月2日から駅舎1階で再開業した。当初は2024年（令和6年）2月頃としていた。
従来、駅舎・出入口は東側のみで西側には宅地が広がっていたにもかかわらず西口はなく、長らく近くの踏切を迂回する必要があった。

### 東口
- 国道19号
- イオンタウン松本村井
- 八十二銀行村井支店
- 松本信用金庫村井支店
- 長野県信用組合村井支店
- ナガノトマト本社・本社工場 - 地元の繭生産者が組合方式で設立した製糸工場「共栄社村井」を発祥とする企業である[1]。
- 北国西街道（善光寺西街道） 村井宿 - 道路や一部の建物に昔の面影があるが、現在では道沿いの住宅地となっている。若山喜志子の歌碑がある。
- まつもと医療センター松本病院[4]
- 田川
- 松本国際高等学校
- 信州塩尻自動車学校

### 西口
- チサンイン塩尻北インター
- ABホテル塩尻
- 都波岐神社
- 長野自動車道 塩尻北インターチェンジ
- 奈良井川
- 県道441号（あづみ野やまびこ自転車道）
- 信州スカイパーク（長野県松本平広域公園）
- 信州まつもと空港

## バス路線
当駅発着の路線バスはすべて東口の交通広場にある「村井駅」バス停に発着する。オンデマンドバスのるーと松本のバスが発着しており、塩尻市からのるーと塩尻のバスも発着している。
- アルピコ交通（通称・松本電鉄バス） - 寿台、松本バスターミナル方面[16]
- 地域連携バス 平田・村井線 - デリシア寿豊丘店方面
- 地域連携バス（旧松本市西部地域コミュニティバス） - 松本空港入口・山形村・アイシティ21方面、まつもと医療センター方面[17]
- のるーと松本 - 寿台方面
- のるーと塩尻 - 塩尻市方面

## 隣の駅
東日本旅客鉄道（JR東日本）
 中央本線・ 篠ノ井線
□快速・■普通（いずれも「みすず」含む）
広丘駅 (SN 02) - 村井駅 (SN 03) - 平田駅 (SN 04)

### 記事本文
1. 1 2 3 4  古川修司「昭和90年・信州:街かど温故知新／5 村井駅 鉄路が運ぶ繭と活気」『毎日新聞』毎日新聞社、2015年1月7日。
2. 1 2 3 4  石野哲 編『停車場変遷大事典 国鉄・JR編 II』（初版）JTB、1998年10月1日、205頁。ISBN 978-4-533-02980-6。
3. 1 2  “駅業務委託｜駅ビジネス事業｜事業紹介”.   ステーションビルMIDORI. 2022年4月1日閲覧。
4. 1 2 3 4 5  信濃毎日新聞社出版部 編『長野県鉄道全駅』（増補改訂版）信濃毎日新聞社、2011年7月24日、77頁。ISBN 9784784071647。
5. 1 2 3 4  「駅すてーしょん 村井（篠ノ井線）」『交通新聞』交通新聞社、1997年1月22日、2面。
6. ↑  「日本国有鉄道公示第142号」『官報』1982年10月30日。
7. ↑  『Suicaの一部サービスをご利用いただける駅が増えます』（PDF）（プレスリリース）東日本旅客鉄道、2013年11月29日。オリジナルの2019年2月14日時点におけるアーカイブ。2020年3月24日閲覧。
8. ↑  『Suicaをご利用いただける駅が増えます』（PDF）（プレスリリース）東日本旅客鉄道、2016年12月2日。オリジナルの2019年3月27日時点におけるアーカイブ。2020年3月24日閲覧。
9. 1 2  「村井駅舎3月1日着工 松本市とJR 6年秋の完成予定」『市民タイムス』2022年1月28日。オリジナルの2022年1月28日時点におけるアーカイブ。
10. ↑  「東西結ぶ半橋上駅舎起工 松本 JR村井駅 利便性向上」『中日新聞』中日新聞社、2022年3月2日、朝刊、14面。
11. 1 2  “村井駅東西自由通路及び待合・学習スペースの供用開始について” (PDF).   松本市 (2024年9月26日). 2024年12月16日時点のオリジナルよりアーカイブ。2025年5月20日閲覧。
12. ↑  『JR東日本長野支社管内へ「駅ナンバリング」を拡大します』（PDF）（プレスリリース）東日本旅客鉄道長野支社、2024年12月13日。オリジナルの2024年12月13日時点におけるアーカイブ。2024年12月16日閲覧。
13. 1 2  “JR東日本：駅構内図・バリアフリー情報（村井駅）”.   東日本旅客鉄道. 2025年5月20日閲覧。
14. ↑  『貨物時刻表 平成26年3月ダイヤ改正』、鉄道貨物協会、2014年。
15. ↑  『駅そばイイダヤ軒 村井駅前店 【村井駅周辺整備事業に伴う一時閉店のお知らせ】』（PDF）（プレスリリース）イイダヤ軒、2021年3月31日。2021年6月27日閲覧。
16. ↑  “一般路線バス　寿台線”.   アルピコ交通. 2022年6月7日閲覧。
17. ↑  “西部地域コミュニティバス”.   松本市. 2022年11月3日時点のオリジナルよりアーカイブ。2022年6月7日閲覧。

### 利用状況
1. 1 2  “各駅の乗車人員（2023年度）”.   東日本旅客鉄道. 2024年7月20日閲覧。
2. ↑  “各駅の乗車人員（2000年度）”.   東日本旅客鉄道. 2019年3月28日閲覧。
3. ↑  “各駅の乗車人員（2001年度）”.   東日本旅客鉄道. 2019年3月28日閲覧。
4. ↑  “各駅の乗車人員（2002年度）”.   東日本旅客鉄道. 2019年3月28日閲覧。
5. ↑  “各駅の乗車人員（2003年度）”.   東日本旅客鉄道. 2019年3月28日閲覧。
6. ↑  “各駅の乗車人員（2004年度）”.   東日本旅客鉄道. 2019年3月28日閲覧。
7. ↑  “各駅の乗車人員（2005年度）”.   東日本旅客鉄道. 2019年3月28日閲覧。
8. ↑  “各駅の乗車人員（2006年度）”.   東日本旅客鉄道. 2019年3月28日閲覧。
9. ↑  “各駅の乗車人員（2007年度）”.   東日本旅客鉄道. 2019年3月28日閲覧。
10. ↑  “各駅の乗車人員（2008年度）”.   東日本旅客鉄道. 2019年3月28日閲覧。
11. ↑  “各駅の乗車人員（2009年度）”.   東日本旅客鉄道. 2019年3月28日閲覧。
12. ↑  “各駅の乗車人員（2010年度）”.   東日本旅客鉄道. 2019年3月28日閲覧。
13. ↑  “各駅の乗車人員（2011年度）”.   東日本旅客鉄道. 2019年3月28日閲覧。
14. ↑  “各駅の乗車人員（2012年度）”.   東日本旅客鉄道. 2019年3月28日閲覧。
15. ↑  “各駅の乗車人員（2013年度）”.   東日本旅客鉄道. 2019年3月28日閲覧。
16. ↑  “各駅の乗車人員（2014年度）”.   東日本旅客鉄道. 2019年3月28日閲覧。
17. ↑  “各駅の乗車人員（2015年度）”.   東日本旅客鉄道. 2019年3月28日閲覧。
18. ↑  “各駅の乗車人員（2016年度）”.   東日本旅客鉄道. 2019年3月28日閲覧。
19. ↑  “各駅の乗車人員（2017年度）”.   東日本旅客鉄道. 2019年3月28日閲覧。
20. ↑  “各駅の乗車人員（2018年度）”.   東日本旅客鉄道. 2019年7月11日閲覧。
21. ↑  “各駅の乗車人員（2019年度）”.   東日本旅客鉄道. 2020年7月12日閲覧。
22. ↑  “各駅の乗車人員（2020年度）”.   東日本旅客鉄道. 2021年7月24日閲覧。
23. ↑  “各駅の乗車人員（2021年度）”.   東日本旅客鉄道. 2022年8月7日閲覧。
24. ↑  “各駅の乗車人員（2022年度）”.   東日本旅客鉄道. 2023年7月11日閲覧。